# Pozsarevác

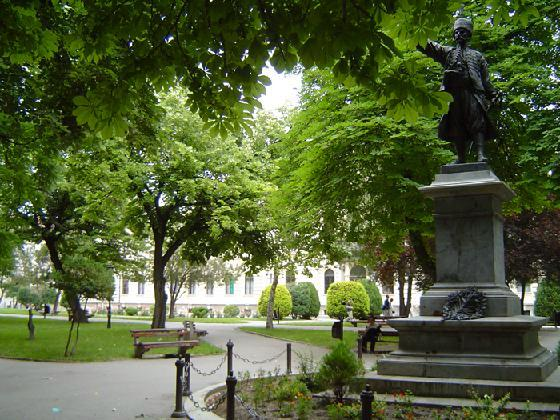
Pozsarevác

Pozsarevác (szerbül Пожаревац / Požarevac, törökül Pasarofça, németül Passarowitz, régi magyar nevén: Passaróc vagy Pozsaróc) város Szerbiában, a Branicsevói körzet központja. Belgrádtól 80 km-re délkeletre található, lakosainak száma 47 000 (2003).

## Nevének eredete
Nevének jelentése: „tűzváros”.

## Története
Első említése 1476-ból való.
Itt kötötték meg a pozsareváci békét 1718. július 21-én, amelynek következtében a történelmi Magyarország területén megszűnt a török uralom.
Miloš Obrenović herceg 1819-ben itt élt.
1842-ben a helyi színházban mutatták be a Balkánon először a Romeó és Júliát, William Shakespeare művét.

## Ismert emberek
- Itt született Slobodan Milošević volt szerb elnök.